# Atletismo nos Jogos Pan-Americanos de 1979 - 100 m com barreiras feminino
A prova dos 100 m com barreiras feminino nos Jogos Pan-Americanos de 1979 foi realizada em San Juan, Porto Rico.

## Medalhistas
| Ouro                               | Prata                  | Bronze                  |
| Debbie LaPlante USA Estados Unidos | Sharon Lane CAN Canadá | Grisel Machado CUB Cuba |

## Resultados
| Posição           | Nome              | Nacionalidade      | Tempo | Notas |
| ----------------- | ----------------- | ------------------ | ----- | ----- |
| Medalha de ouro   | Debbie LaPlante   | USA Estados Unidos | 12.90 |       |
| Medalha de prata  | Sharon Lane       | CAN Canadá         | 13.56 |       |
| Medalha de bronze | Grisel Machado    | CUB Cuba           | 13.60 |       |
| 4                 | Candy Young       | USA Estados Unidos | 13.67 |       |
| 5                 | Cecilia Branch    | CAN Canadá         | 14.03 |       |
| 6                 | Beatriz Capotosto | ARG Argentina      | 14.18 |       |
| 7                 | Nancy Vallecilla  | ECU Equador        | 14.23 |       |
| 8                 | María Larrazábal  | CUB Cuba           | 14.53 |       |